# Fàbrica d'indianes de Gregori French
La fàbrica d'indianes de Gregori French era un edifici situat al barri del Raval de Barcelona, actualment desaparegut.

## Història

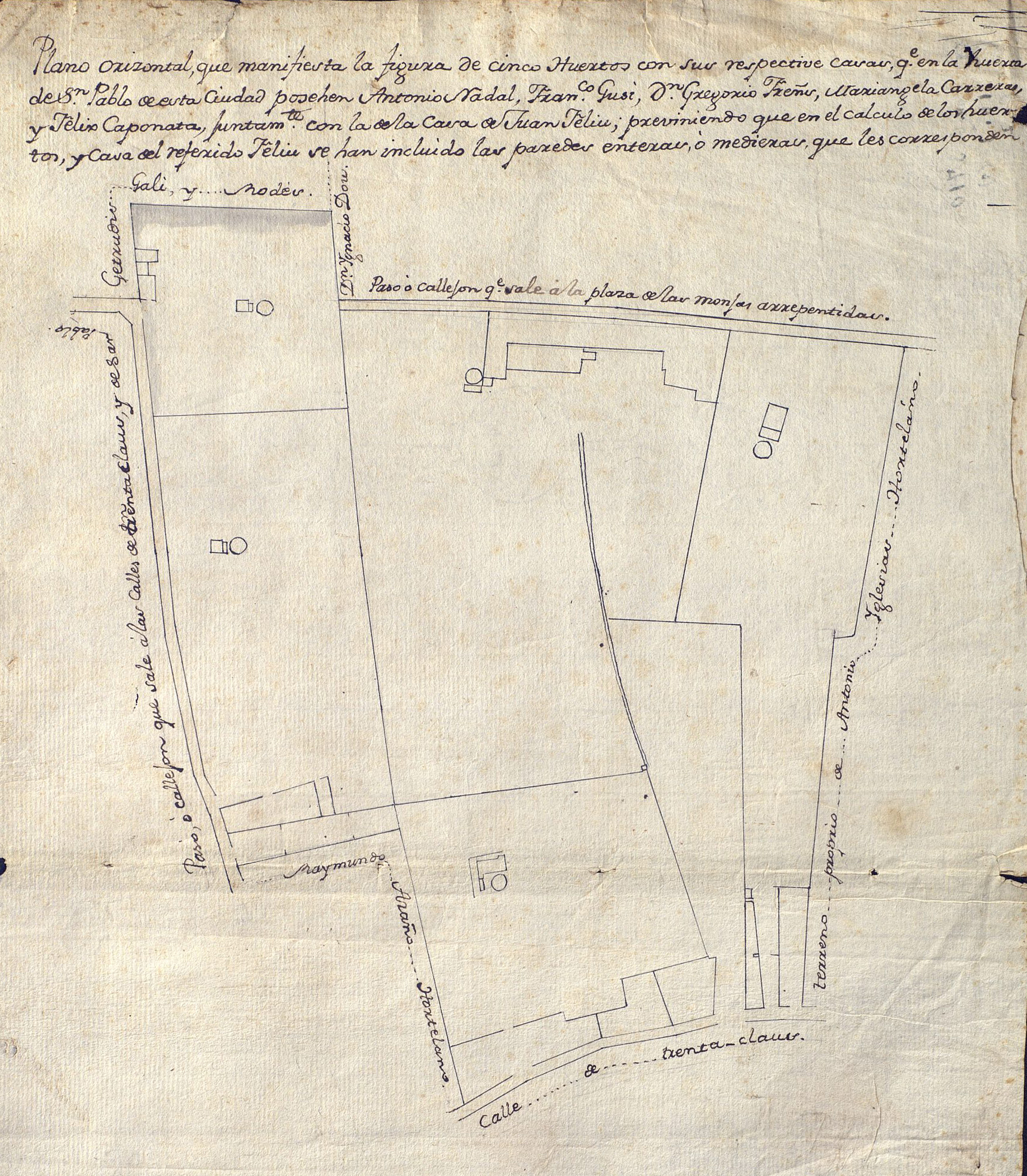
Plànol de diversos horts, on es localitza la fàbrica d'indianes de Gregori French

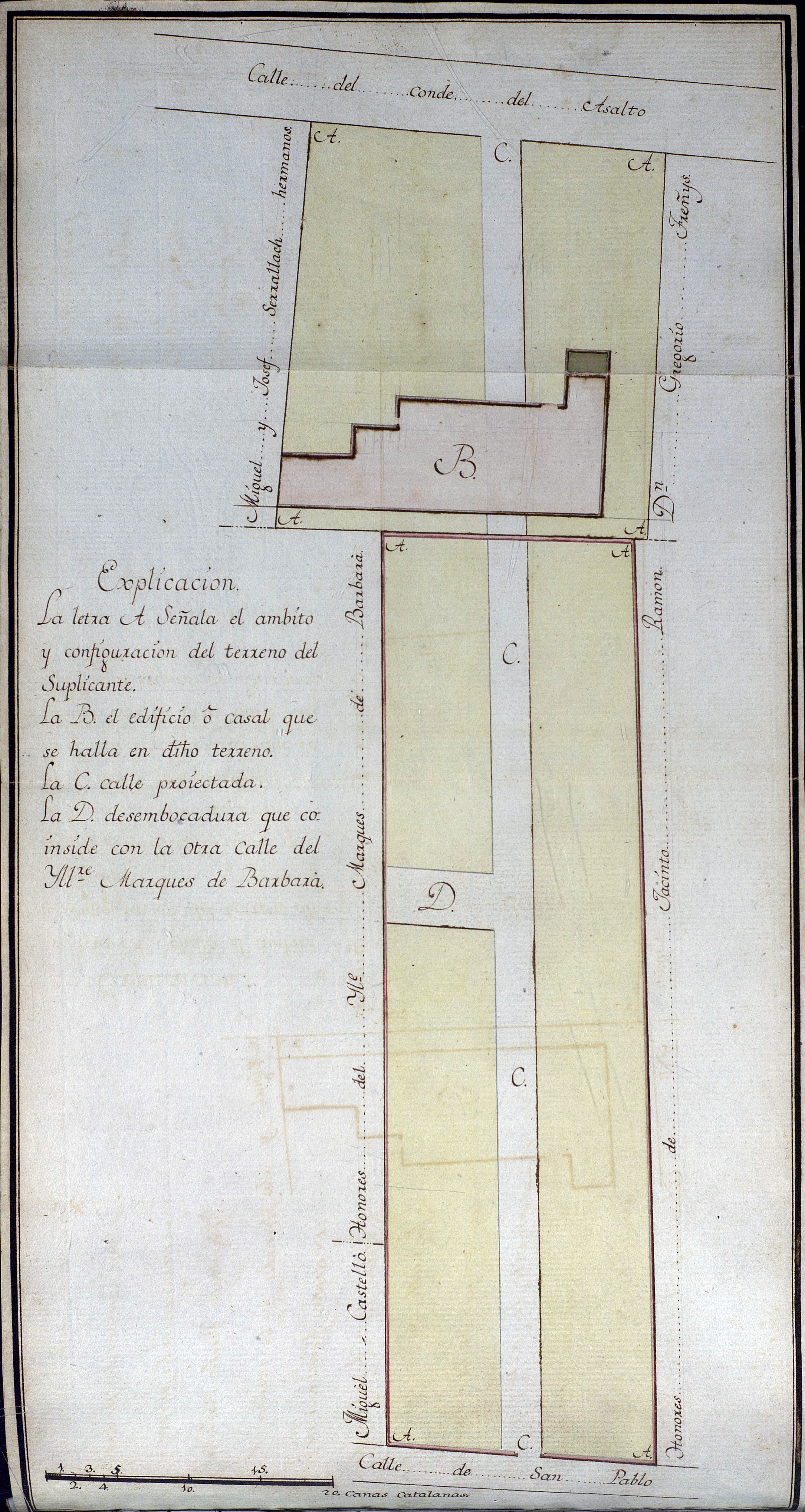
Projecte d'obertura del carrer de Sant Oleguer. La lletra B correspon a una part de la fàbrica d'indianes de Gregori French

El 1745, el comerciant irlandès Gregori French, l'apotecari Jaume Brunés i el vidrier de llum Josep Sala i Vivé van constituir una societat destinada a la fabricació d'indianes amb un capital de 8.000 lliures barcelonines. Brunés hi va aportar un hort que li havia establert en emfiteusi l'hortolà Josep Xaus, i a més, els tres socis van adquirir dos horts més, propietat respectivament de Pau Rodon i Francesc Moragas, on el 1746 van fer construir un edifici amb façana al carreró de les Tàpies, valorat en 29.692 lliures a l'inventari realitzat el 1752. El 1749, Sala va abandonar la societat per a crear la seva pròpia fàbrica, i el 1750 morí Gregori French, succeït pel seu fill del mateix nom. El 1757, Brunés abandonà la societat, i segons Thomson, la fàbrica cessà les activitats el 1763. Tanmateix, hi ha constància d'un plet amb Miquel Alegre i Roig pel lloguer de la seva fàbrica a Gregori French entre el 1774 i 1775.
L'obertura del carrer Nou de la Rambla (1785-1788), promoguda pel capità general Francisco González de Bassecourt, comte de l'Asalto, va afectar de ple els terrenys de French, que foren parcel·lats i establerts en emfiteusi a diversos particulars. El 1791, la mateixa fàbrica quedaria dintre de dues parcel·les, establertes respectivament a Miquel Comas i Cia i al fabricant d'indianes Josep Serrallach. La primera fou enderrocada per a l'obertura del carrer de Sant Oleguer, i la segona subsistí en peu fins al 1805, quan el també fabricant d'indianes Josep Gelabert hi va fer construir un nou edifici (núm. 60).